# Jogos Asiáticos de 1990
Os Jogos Asiáticos de 1990 foram a décima primeira edição do evento multiesportivo realizado na Ásia a cada quatro anos. O evento foi realizado em Pequim, na China, e marcado pela invasão da sede do Conselho Olímpico da Ásia no Kuwait durante a Guerra do Golfo, que causou a morte do então presidente da entidade Sheikh Fahad Al-Sabah. Nesta edição, ainda foram quebrados sete recordes mundiais e 89 recordes asiáticos.
Seu logotipo trouxe o tradicional sol vermelho, dessa vez sobre uma forma em verde, que, representando a muralha da China, formou o número onze em romano, número daquela edição. Seu mascote, um urso panda, representou o animal símbolo nacional, ameaçado de extinção.

## Países participantes
36 países participaram do evento:
| - Afeganistão - Arábia Saudita - Bangladesh - Bahrein - Brunei - Butão - China - Coreia do Norte - Coreia do Sul - Emirados Árabes Unidos - Filipinas - Hong Kong | - Índia - Indonésia - Japão - Kuwait - Irão - Iêmen - Laos - Líbano - Macau - Malásia - Maldivas - Birmânia | - Mongólia - Nepal - Omã - Palestina - Paquistão - Catar - Sri Lanka - Singapura - Síria - Taipé Chinesa - Tailândia - Vietname |

## Esportes
27 modalidades formaram o programa dos Jogos:
| - Atletismo - Badminton - Basquetebol - Boxe - Canoagem - Ciclismo - Esgrima - Futebol - Ginástica | - Golfe - Handebol - Hóquei - Judô - Kabaddi - Levantamento de peso - Lutas - Natação - Remo | - Sepaktakraw - Softbol - Tênis - Tênis de mesa - Tiro - Tiro com arco - Vela - Voleibol - Wushu |

## Quadro de medalhas
País sede destacado.
| Ordem | País            | Medalha de ouro | Medalha de prata | Medalha de bronze |     |
| ----- | --------------- | --------------- | ---------------- | ----------------- | --- |
| 1     | China           | 183             | 107              | 51                | 341 |
| 2     | Coreia do Sul   | 54              | 54               | 73                | 181 |
| 3     | Japão           | 38              | 60               | 76                | 174 |
| 4     | Coreia do Norte | 12              | 31               | 39                | 82  |
| 5     | Irã             | 4               | 6                | 8                 | 18  |
| 6     | Filipinas       | 4               | 5                | 9                 | 18  |
| 7     | Paquistão       | 4               | 1                | 7                 | 12  |
| 8     | Indonésia       | 3               | 6                | 21                | 30  |
| 9     | Catar           | 3               | 2                | 1                 | 6   |
| 10    | Tailândia       | 2               | 7                | 8                 | 17  |
| 11    | Malásia         | 2               | 2                | 4                 | 8   |
| 12    | Índia           | 1               | 8                | 14                | 23  |
| 13    | Mongólia        | 1               | 7                | 9                 | 17  |
| 14    | Síria           | 1               |                  | 2                 | 3   |
| 15    | Omã             | 1               |                  |                   | 1   |
| 16    | Taipé Chinesa   |                 | 10               | 21                | 31  |
| 17    | Hong Kong       |                 | 2                | 5                 | 7   |
| 18    | Sri Lanka       |                 | 2                | 1                 | 3   |
| 19    | Singapura       |                 | 1                | 4                 | 5   |
| 20    | Bangladesh      |                 | 1                |                   | 1   |
| 21    | Myanmar         |                 |                  | 2                 | 2   |
| 22    | Laos            |                 |                  | 1                 | 1   |
| 22    | Macau           |                 |                  | 1                 | 1   |
| 22    | Nepal           |                 |                  | 1                 | 1   |
| 22    | Arábia Saudita  |                 |                  | 1                 | 1   |
| TOTAL | TOTAL           | 313             | 312              | 359               | 984 |